# 魂斷仲夏夜
《魂斷仲夏夜》是一部1986年的英國恐怖片，簡·羅素導演，加布里埃爾·伯恩、朱利安·山德斯、娜塔莎·李察遜以及蒂莫西·斯波等主演，此片是娜塔莎·李察遜的首部電影作品。電影原聲帶由湯瑪士·道比編曲。
影片靈感源自拜倫勳爵和珀西·比希·雪萊等人在萊芒湖畔的迪奧達蒂別墅度過的一個夏季，於甘德斯敦莊園取景拍攝。主要講述拜倫、雪萊和約翰舉行了一場恐怖小說寫作比賽，瑪麗·雪萊由此創作出她的著名小說《科學怪人》，約翰則寫出短篇故事《吸血鬼》。《魂斷仲夏夜》並非首次改編此題材的電影，比如1935年的《科學怪人的新婦》及1988年的《魔幻之城》和《仲夏情狂》都是基於這個主題。
此片的原版海報使用了瑞士畫家約翰·亨利希·菲斯利創作於1781年的油畫「夢魘」，此畫的元素亦被運用於電影中。

## 主要角色
- 加布里埃爾·伯恩 飾 拜倫勳爵
- 朱利安·桑茲（英语：Julian Sands） 飾 珀西·比希·雪萊
- 娜塔莎·李察遜 飾 瑪麗·雪萊
- 末艷·茜兒（英语：Myriam Cyr） 飾 克萊爾·克萊爾蒙特
- 蒂莫西·斯波 飾 約翰·威廉·波里杜利
- 艾力·曼葛（英语：Alec Mango） 飾 梅利
- 安卓·維尼鄔斯基（英语：Andreas Wisniewski） 飾 威廉·佛萊謝（英语：William Fletcher (valet)）
- 戴斯特·費查 飾 拉殊頓

## 反響
電影首次只在限定的幾家影院上映，首週票房32,061美元，最終總票房916,172美元。

## 外部連結
- 互联网电影数据库（IMDb）上《魂斷仲夏夜》的资料（英文）
- TCM电影资料库上《魂斷仲夏夜》的资料（英文）
- AllMovie上《魂斷仲夏夜》的资料（英文）
- 爛番茄上《魂斷仲夏夜》的資料（英文）
- Box Office Mojo上《魂斷仲夏夜》的資料（英文）
- 香港外語電影資料網上《魂斷仲夏夜 （页面存档备份，存于）》的資料 （繁體中文）